# مطار دوالا الدولي
مطار دوالا الدولي (بالفرنسية: Aéroport international MD-Douala)(إياتا: DLA، إيكاو: FKKD) هو مطار دولي واقع 6 اميال (10 كلم) من دوالا، أكبر المدن الكاميرونية. وهو أكثر المطارات ازدحاما في البلاد.

## شركات الطيران والوجهات
| شركـات طيـران             | الوجهات |
| ------------------------- | --- |
| Africa's Connection STP   | مطار ساو تومي |
| Afrijet                   | مطار ليون مبا الدولي |
| إير كوت ديفوار            | مطار أبيدجان الدولي، مطار بانغي مبوكو الدولي، مطار انجمينا الدولي |
| الخطوط الجوية الفرنسية    | مطار مالابو، مطار باريس شارل ديغول |
| الخطوط الجوية السنغالية   | مطار بليز دياغني الدولي |
| أسكاي                     | مطار بانغي مبوكو الدولي، مطار أوليفر ريجنالد تامبو، مطار مورتالا محمد الدولي، مطار ليون مبا الدولي، مطار لومي، مطار انجمينا الدولي                                                                                   |
| خطوط بروكسل الجوية        | مطار بروكسل الدولي |
| الخطوط الجوية الكاميرونية | مطار أبيدجان الدولي، Bafoussam، Bamenda، مطار بانغي مبوكو الدولي، مطار كوتونو، مطار بليز دياغني الدولي، Garoua، مطار مورتالا محمد الدولي، مطار ليون مبا الدولي، Maroua، مطار انجمينا الدولي، Ngaoundéré، مطار ياوندي |
| سيبا إنتركونتيننتال       | Bata، مطار مالابو |
| الكونغو للطيران           | مطار ندجيلي |
| Cronos Airlines           | مطار مورتالا محمد الدولي، مطار مالابو |
| مصر للطيران               | مطار القاهرة الدولي |
| الخطوط الجوية الإثيوبية   | مطار أديس أبابا بولي الدولي، مطار مالابو |
| الخطوط الجوية الكينية     | مطار جومو كينياتا الدولي |
| الخطوط الملكية المغربية   | مطار محمد الخامس الدولي |
| الخطوط الجوية الرواندية   | مطار بانغي مبوكو الدولي، مطار كيغالي الدولي، مطار ليون مبا الدولي |
| ترانس إير الكونغو         | مطار ليون مبا الدولي، مطار بوانت نوار |
| الخطوط الجوية التركية     | مطار إسطنبول الدولي |